# Édouard Ferrand
Édouard Ferrand (ur. 25 kwietnia 1965 w Lyonie, zm. 1 lutego 2018 w Paryżu) – francuski polityk i samorządowiec, przewodniczący Frontu Narodowego w radzie regionu Burgundia, poseł do Parlamentu Europejskiego VIII kadencji.

## Życiorys
Absolwent nauk politycznych na Université de Paris I, podjął pracę w zawodzie menedżera. W 1984 został członkiem skrajnie prawicowego Frontu Narodowego. Awansował w strukturze partyjnej, dołączając do komitetu centralnego i biura politycznego, a także obejmując kierownictwo struktur FN w departamencie Yonne. Był radnym miejscowości Sens (2001–2008), od 1998 wybierany również do rady regionalnej w Burgundii, gdzie został przewodniczącym klubu radnych swojego ugrupowania.
W 2014 uzyskał mandat eurodeputowanego VIII kadencji.